# Мъркюри 5
Мъркюри 5 (на английски: Mercury 5) е американски космически кораб от първо поколение. Това е първата мисия, при която НАСА извежда живо същество в околоземна орбита — шимпанзето Енос.

## История
През 1961 г. СССР има два орбитални космически полета: Восток 1 и Восток 2. НАСА очевидно изостава, извършила също два, но суборбитални, полета. Американците превръщат в носител своята по-мощна ракета Атлас D, с помощта на която се надяват да достигнат околоземна орбита. Преди да изпрати човек, НАСА решава, че спазвайки принципа „сигурността преди всичко“, трябва да осъществи орбитален полет с примат на борда. Едва след успешното осъществяване на такъв полет, може да се мисли за извеждане на човек на околоземна орбита.

## Орбитален космически полет
На 29 октомври 1961 г., три шимпанзета и група от дванадесет медицински специалисти пристигат на Кейп Канаверъл, Флорида и започват подготовка за полет. Шимпанзетата са Енос, Джим и Хам — ветеран от полета на Мъркюри 2. Енос е роден в Камерун, Африка и е на служба в USAF от 3 април 1960 г.
На 29 ноември 1961 г. в 15:08 UTC стартира Мъркюри — Атлас 5 и извежда на околоземна орбита първия примат. Космическия кораб облита Земята два пъти и след 3 часа и 20 минути се приводнява успешно в Атлантическия океан близо до Канарските острови.
Това кацане, толкова далеч от разчетената, точка се дължало на неточно изчислена от наземните компютри инклинация на орбитата на Мъркюри 5. Енос едва не загинал след като престоял в кабината на космическия кораб близо пет часа и половина. Поради повреда в кондициониращата инсталация температурата в кораба се повишавала непрекъснато, а животното се дехидратирало. Този полет показал, че НАСА правилно се решила на такава стъпка и до полет на човек на околоземна орбита има още много работа за свършване. Новата ракета — носител Атлас D се оказала напълно способна да достигне околоземна орбита и залагането в началото на програмата на по-леката ракета-носител Редстоун било отчетено като грешка, която вероятно струвала на САЩ първенството в началния етап на пилотираните космически полети.

## След полета
Въпреки проблемите по време на полета Енос оцелял в сравнително добра кондиция. Той починал след една година, на 4 ноември 1962 г. от шигелоза. Лекарите сметнали, че това няма общо с извършения преди повече от дванадесет месеца орбитален полет.